# Kaplica św. Jerzego w Windsorze
Kaplica św. Jerzego (ang. St George's Chapel, pełny tytuł: The King's Free Chapel of the College of St George, Windsor Castle) – późnogotycka świątynia znajdująca się na terenie zamku w Windsorze, miejsce pochówku wielu członków brytyjskiej rodziny królewskiej.

## Historia

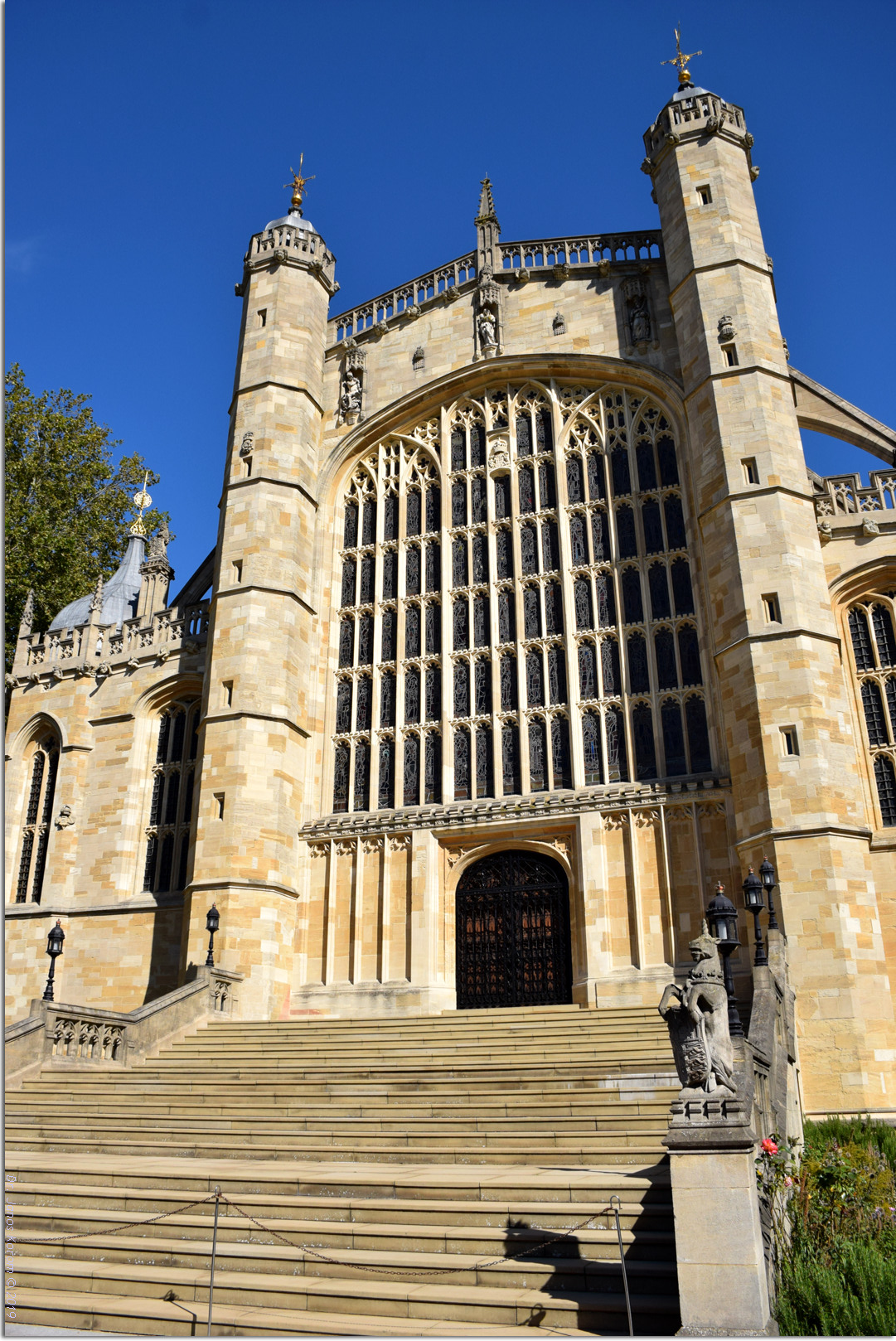
Fasada

Budowę pierwszej kaplicy pw. św. Jerzego zainicjował w 1348 roku Edward III, dobudowano ją do starszej, XIII-wiecznej świątyni poświęconej św. Edwardowi. Budowę obecnej kaplicy rozpoczął w 1475 roku król Edward IV York, w 1483 ukończono budowę prezbiterium, a do 1528 trwało wznoszenie sklepień. W późnym średniowieczu stała się ona celem pielgrzymek z powodu złożonych w niej szczątków oraz relikwii Krzyża Prawdziwego. 23 października 1642, w trakcie angielskiej wojny domowej, siły okrągłogłowych splądrowały skarbiec świątyni, a w następnym roku zniszczono XV-wieczny kapitularz, zdarto ołowiany dach i skradziono elementy nieukończonego grobu Henryka VIII. W 1649 stracony monarcha Karol I Stuart został pochowany w niewielkim grobowcu w centralnej części prezbiterium. Za panowania królowej Wiktorii w latach 1863–1873 budynek poddano renowacji wg projektu George’a Gilberta Scotta, a we wschodniej kaplicy urządzono Albert Memorial Chapel. W 1871 wzniesiono monumentalne schody prowadzące do budynku. W latach 1920–1930 świątynię wyremontowano pod okiem Harolda Brakspeara. W 1940 fragmenty witraży zdemontowano i zmagazynowano w Curfew Tower, by zapobiec ich zniszczeniu podczas II wojny światowej.

## Architektura i wyposażenie

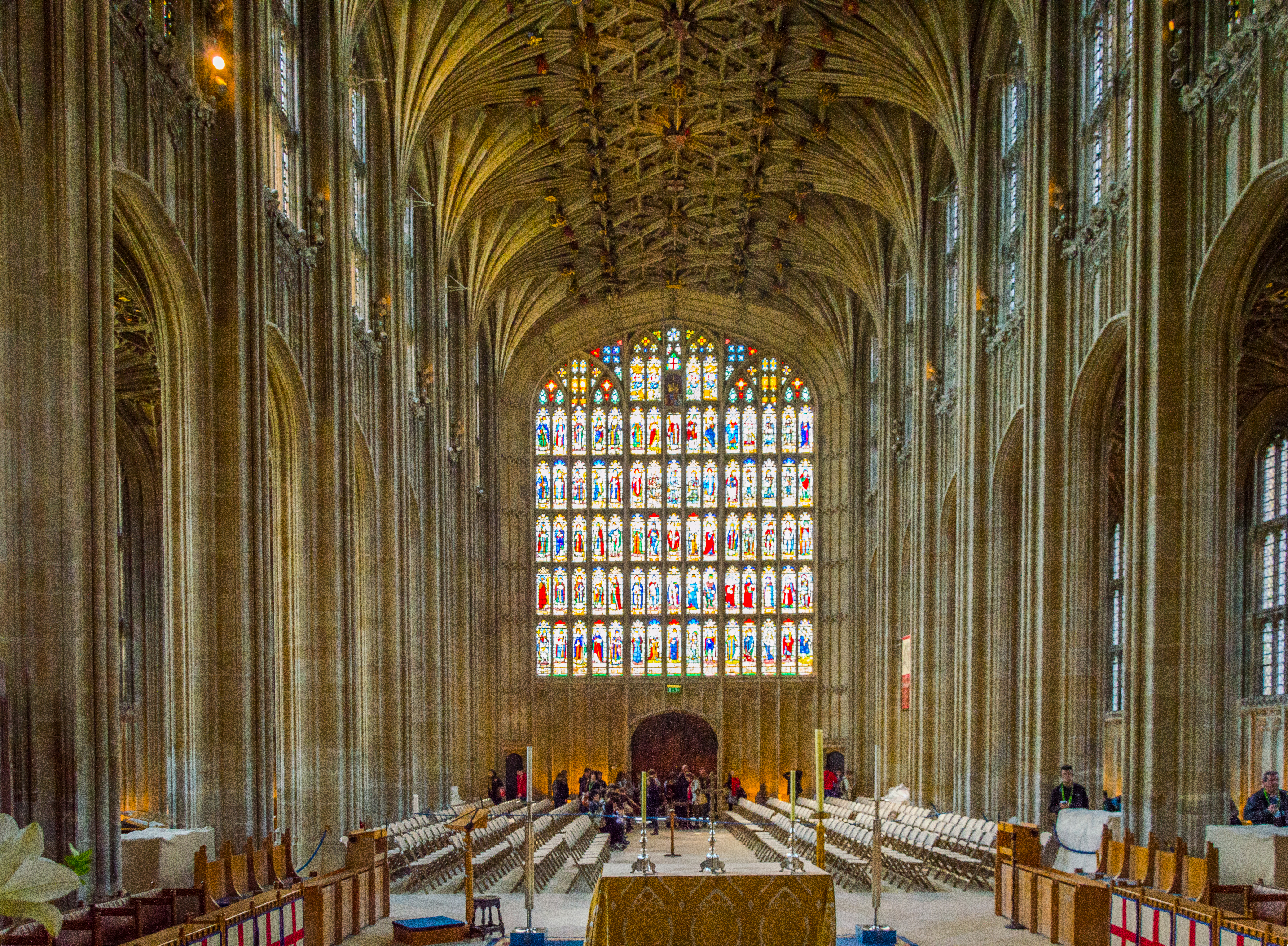
Nawa główna

Świątynia reprezentuje Perpendicular Style, późną fazę angielskiego gotyku. Przykrywa ją sklepienie wachlarzowe z początku XVI wieku. Zachodnie okno pochodzi z roku 1506, jest czwartym co do wielkości oknem w Wielkiej Brytanii. Wypełnia je witraż dekorowany podobiznami 75 postaci, m.in. papieży, królów, książąt i świętych, obecny wygląd uzyskało po restauracji z 1929 roku. Nad wejściem do kaplicy Edwarda IV ulokowano drewnianą lożę, wzniesioną dla królowej Katarzyny Aragońskiej; wielokrotnie podczas nabożeństw korzystała z niej królowa Wiktoria. Wbudowany w stalle tron monarszy pochodzi z lat 1478–1485, a jego baldachim – z 1787 roku. Nad stallami zawieszono sztandary kawalerów Orderu Podwiązki. W Urswick Chapel ustawiono pomnik poświęcony księżniczce Charlotcie Auguście Hanowerskiej i jej synowi, wzniesiony po jej śmierci z powodu komplikacji poporodowych w 1817 roku. Organy wykonał w 1789 roku Samuel Green, w XIX wieku wyremontowała je firma Gray and Davison. W 1930 i w 1965 roku instrument gruntownie przebudowano, a w 2002 poddano go renowacji. Drugie, trzygłosowe organy, nabyto w 1986 roku i wyremontowano w roku 2014, używane są podczas codziennych nabożeństw. Dzwony kaplicy zawieszono w XIII-wiecznej baszcie, znanej jako Curfew Tower.

## Śluby członków rodziny królewskiej
Lista ślubów członków rodziny królewskiej i ich potomków, które miały miejsce w kaplicy:
- 10 marca 1863 – późniejszy król Edward VII i księżniczka Aleksandra Duńska,
- 21 marca 1871 – księżniczka Ludwika i książę John Campbell,
- 13 marca 1879 – książę Artur i księżniczka Luiza Małgorzata,
- 24 kwietnia 1880 – księżniczka Fryderyka(inne języki) i baron Alfons van Pawel-Rammingen(inne języki),
- 27 kwietnia 1882 – książę Leopold i księżniczka Helena Waldeck-Pyrmont,
- 6 lipca 1891 – księżniczka Maria Luiza ze Szlezwika-Holsztynu(inne języki) i książę Aribert Anhalcki(inne języki),
- 10 lutego 1904 – księżniczka Alicja i książę Aleksander Cambridge,
- 15 czerwca 1905 – księżniczka Małgorzata i późniejszy król Szwecji Gustaw VI Adolf,
- 2 września 1909 – Helena Cambridge(inne języki) i John Evelyn Gibbs,
- 14 grudnia 1957 – Anne Abel Smith(inne języki) i David Liddell-Grainger(inne języki),
- 18 lipca 1998 – Helen Windsor i Timothy Taylor,
- 19 czerwca 1999 – książę Edward i Zofia Rhys-Jones,
- 17 maja 2008 – Peter Phillips i Autumn Kelly,
- 19 maja 2018 – książę Henryk i Meghan Markle[8],
- 12 października 2018 – księżniczka Eugenia i Jack Brooksbank[9].

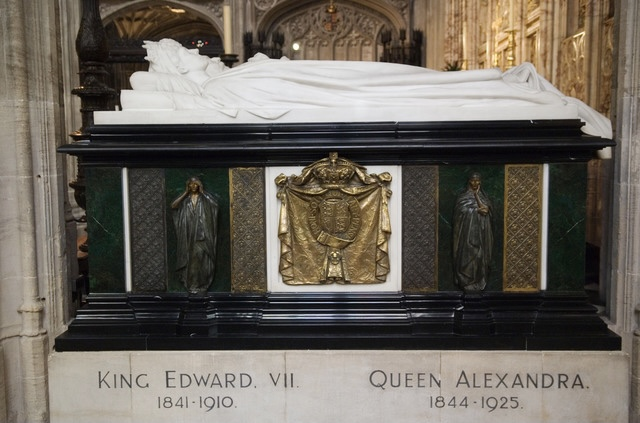
Sarkofag Edwarda VII i Aleksandry Duńskiej

## Pochowani
Pochowani w kaplicy:
- 1472 – król Henryk VI Lancaster (ur. 1421),
- 1483 – król Edward IV York (ur. 1442),
- 1492 – królowa Elżbieta Woodville (ur. ok. 1437),
- 1537 – królowa Jane Seymour (ur. ok. 1508/1509),
- 1547 – król Henryk VIII Tudor (ur. 1491),
- 1649 – król Karol I Stuart (ur. 1600),
- 1696 – dziecko królowej Anny Stuart (ur. 1696)[10],
- 4 września 1805 – książę Wilhelm Henryk Hanowerski (ur. 1743),
- 31 sierpnia 1807 – księżna Maria Walpore(inne języki) (ur. 1736),
- 13 listopada 1810 – księżniczka Amelia Hanowerska (ur. 1783),
- 16 lipca 1832 – księżniczka Ludwika Wilhelmina Adelajda (ur. 1817),
- 11 grudnia 1834 – książę Wilhelm Fryderyk Hanowerski (ur. 1776),
- 10 grudnia 1844 – księżniczka Zofia Hanowerska(inne języki) (ur. 1773),
- 8 maja 1857 – księżniczka Maria Hanowerska (ur. 1776),
- 21 września 1879 – abisyński książę Alemayehu(inne języki) (ur. 1861),
- 23 czerwca 1885 – książę Leopold (1853–1884), szczątki przeniesiono z krypty królewskiej,
- po 20 stycznia 1892 – książę Albert Wiktor (ur. 1864), szczątki przeniesiono z krypty królewskiej,
- 1927 – król Edward VII (1841–1910) i królowa Aleksandra Duńska (1844–1925), szczątki przeniesiono z krypty królewskiej,
- 27 lutego 1939 – król Jerzy V (1865–1936), szczątki przeniesiono z krypty królewskiej,
- po 31 marca 1953 – królowa Maria Teck (ur. 1867), szczątki przeniesiono z krypty królewskiej[11].

W 1805 roku król Jerzy III Hanowerski utworzył kryptę królewską, która stała się miejscem pochówku członków rodziny królewskiej. Pochowani w krypcie:
- 31 marca 1813 – księżniczka Augusta Fryderyka Hanowerska (ur. 1737),
- 18 listopada 1817 – bezimienny syn księżniczki Charlotty Augusty Hanowerskiej (ur. 1817),
- 19 listopada 1817 – księżniczka Charlotta Augusta Hanowerska (ur. 1796),
- 2 grudnia 1818 – królowa Zofia Charlotta (ur. 1744),
- 11 lutego 1820 – książę Alfred Hanowerski(inne języki) (1780–1782), szczątki przeniesiono z Opactwa Westminsterskiego,
- 12 lutego 1820 – książę Edward August Hanowerski (ur. 1767),
- 16 lutego 1820 – król Jerzy III Hanowerski (ur. 1738),
- 4 marca 1821 – księżniczka Elżbieta Hanowerska(inne języki) (ur. 1820),
- 20 stycznia 1827 – książę Fryderyk August Hanowerski (ur. 1763),
- 15 lipca 1830 – król Jerzy IV Hanowerski (ur. 1762),
- 7 lipca 1837 – pierworodna córka króla Hanoweru Ernesta Augusta I (ur. i zm. 1817), szczątki przeniesiono z Opactwa Westminsterskiego,
- 8 lipca 1837 – król Wilhelm IV Hanowerski (ur. 1765),
- 2 października 1840 – księżniczka Augusta Zofia Hanowerska (ur. 1768),
- 13 grudnia 1849 – królowa Adelajda (ur. 1792),
- 23 maja 1876 – książę Harald (ur. 1876),
- 24 czerwca 1878 – król Hanoweru Jerzy V (ur. 1819),
- 31 marca 1881 – baronessa Wiktoria von Pawel-Rammingen (ur. 1881),
- 3 listopada 1897 – księżniczka Maria Adelajda Hanowerska (ur. 1833),
- 27 sierpnia 1900 – książę Franciszek Teck (ur. 1837),
- 18 września 1926 – księżniczka Fryderyka(inne języki) (ur. 1848),
- 10 stycznia 1930 – książę Adolf Hanowerski (1774–1850) i księżna Augusta Wilhelmina Heska (1797–1889), szczątki przeniesiono z Kew[11].

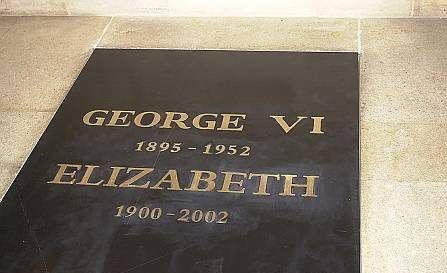
Grób Jerzego IV i Elżbiety Bowes-Lyon

W latach 60. wybudowano kaplicę boczną poświęconą królowi Jerzemu VI. Pochowani:
- 26 marca 1969 – król Jerzy VI (1895–1952), szczątki przeniesiono z krypty królewskiej,
- 9 kwietnia 2002 – księżniczka Małgorzata Windsor (ur. 1930, szczątki przeniesiono z krypty królewskiej) i królowa Elżbieta Bowes-Lyon (ur. 1900),
- 17 kwietnia 2021 – książę Filip (ur. 1921),
- 19 kwietnia 2022 – królowa Elżbieta II (ur. 1926)[11].